# Platani Pál
Platani Pál (17. század) egyetemi hallgató Wittenbergben, muotovai (?) származású.

## Munkái
- Disputatio Physica De Homine, Quam Prosperante Divino Numine In celeberrima Wittebergensi Academia Praeses M. Ernestus Redslobius ... & Respondens ... Moderatae Philosophantium censurae atq. examini publice sistunt Ad diem 10. Julii, Horis matut. In Auditoria Minori. Anno 1672. Wittebergae.
- De Logices Protheorai Generali, sive Praecognitis Utilibus, Praeses M. Paulus Platani ... Ad diem 12. Augusti ... MDCLXXVI. Uo.
- Vindiciae Pomeriane De Incarnatione Filii Dei, ... Praeside Johanne Detuschmann ... Praeceptore ac Promotore suo ... A. M.DC. LXXVI. Uo.
- Disqvisitio De Natura Ubietatis, Qvam Praeside ... Paulo Platani defendet Respondens Thomas Dentulini ... Anno M. DC. LXXVII. die XXIX. Aug ... Uo.
- Dissertatio De Attributis Divinis In Genere, Qvam Sub Praesidio ... Pauli Platani ... die 19. Octobris Anno 1678. publice defendet Georgius Foersterus. Uo.
- Dissertatio De Logices Protheoria Speciali, Sive Praecognitis Necessariis. Praeside ... M. Paulo Platani ... Respondente Johanne Godofredo Opitio ... Cum Privilegio Facultatis Philosophicae, Anno M. DC. LXXX. die 28. Augusti Publice proponetur. uo.